# Див'я печера
Див'я (рос. Дивья) — печера в Пермського краю Росії. Печера горизонтального типу простягання. Загальна протяжність — 9750 м. Глибина печери становить 47 м. Категорія складності проходження ходів печери — 2Б.